# Quatrième circonscription de la Côte-d'Or
La quatrième circonscription de la Côte-d'Or est l'une des 5 circonscriptions législatives françaises que compte le département de la Côte-d'Or (21) situé en région Bourgogne-Franche-Comté.

## Description géographique et démographique

### De 1958 à 1986
La quatrième circonscription de la Côte-d'Or était composée de :
- Canton d’Aignay-le-Duc
- Canton de Baigneux-les-Juifs
- Canton de Châtillon-sur-Seine
- Canton de Laignes
- Canton de Montbard
- Canton de Montigny-sur-Aube
- Canton de Précy-sous-Thil
- Canton de Recey-sur-Ource
- Canton de Saint-Seine-l'Abbaye
- Canton de Saulieu
- Canton de Semur-en-Auxois
- Canton de Sombernon
- Canton de Venarey
- Canton de Vitteaux

Source : Journal Officiel du 14-15 Octobre 1958.

### Depuis 1988
La quatrième circonscription de la Côte-d'Or est délimitée par le découpage électoral de la loi n°86-1197 du 24 novembre 1986
, elle regroupe les divisions administratives suivantes : 
- Canton d’Aignay-le-Duc
- Canton de Baigneux-les-Juifs
- Canton de Châtillon-sur-Seine
- Canton de Grancey-le-Château-Neuvelle
- Canton d'Is-sur-Tille
- Canton de Laignes
- Canton de Montbard
- Canton de Montigny-sur-Aube
- Canton de Précy-sous-Thil
- Canton de Recey-sur-Ource
- Canton de Saint-Seine-l'Abbaye
- Canton de Saulieu
- Canton de Selongey
- Canton de Semur-en-Auxois
- Canton de Sombernon
- Canton de Venarey-les-Laumes
- Canton de Vitteaux

D'après le recensement général de la population en 1999, réalisé par l'Institut national de la statistique et des études économiques (INSEE), la population totale de cette circonscription est estimée à 89337 habitants,.

## Historique des députations
| Législature | Début de mandat | Fin de mandat  | Député             | Parti politique | Observations |
| ----------- | --------------- | -------------- | ------------------ | --------------- | --- |
| IXe         | 23 juin 1988    | 1er avril 1993 | A compléter,       | UDF,            | |
| Xe          | 2 avril 1993    | 21 avril 1997  | François Sauvadet, | UDF,            | Mandat écourté à la suite d'une dissolution parlementaire décidée par Jacques Chirac.                                                                        |
| XIe         | 12 juin 1997    | 18 juin 2002   | François Sauvadet, | UDF,            | |
| XIIe        | 19 juin 2002    | 19 juin 2007   | François Sauvadet, | UDF,            | |
| XIIIe       | 20 juin 2007    | 19 juin 2012   | François Sauvadet, | NC,             | |
| XIVe        | 20 juin 2012    | 20 juin 2017   | François Sauvadet  | UDI             | Président du conseil général de la Côte d'Or |
| XVe         | 21 juin 2017    | 21 juin 2022   | Yolaine de Courson | LREM            | Maire d'Arrans |
| XVIe        | 22 juin 2022    | 9 juin 2024    | Hubert Brigand     | LR              | Maire de Châtillon-sur-Seine Conseiller départemental de la Côte-d'Or Mandat écourté à la suite d'une dissolution parlementaire décidée par Emmanuel Macron. |

## Historique des élections

### Élections de 1958
| Candidat       | Candidat           | Parti          | Premier tour | Premier tour | Second tour | Second tour |  |
| Candidat       | Candidat           | Parti          | Voix         | %            | Voix        | %           |  |
| -------------- | ------------------ | -------------- | ------------ | ------------ | ----------- | ----------- |  |
|                | Marcel Roclore élu | CNIP           | 10 936       | 29,68        | 19 091      | 54,79       |  |
|                | Fernand Petitfour  | SFIO           | 6 177        | 16,76        | 10 710      | 30,74       |  |
|                | Camille Darcy      | UNR            | 5 699        | 15,47        | Retrait     | Retrait     |  |
|                | Jacques Garcia     | PCF            | 4 664        | 12,66        | 5 042       | 14,47       |  |
|                | Robert Kuhn        | Radsoc         | 4 324        | 11,74        | Retrait     | Retrait     |  |
|                | Gabriel Moreau     | UFF            | 2 673        | 7,25         | Retrait     | Retrait     |  |
|                | Georges Martin     | Modérés        | 2 373        | 6,44         | Retrait     | Retrait     |  |
|                |                    |                |              |              |             |             |  |
| Inscrits       | Inscrits           | Inscrits       | 49 583       | 100,00       | 49 571      | 100,00      |  |
| Abstentions    | Abstentions        | Abstentions    | 11 995       | 24,19        | 13 421      | 27,07       |  |
| Votants        | Votants            | Votants        | 37 588       | 75,81        | 36 150      | 72,93       |  |
| Blancs et nuls | Blancs et nuls     | Blancs et nuls | 742          | 1,97         | 1 307       | 3,62        |  |
| Exprimés       | Exprimés           | Exprimés       | 36 846       | 98,03        | 34 843      | 96,38       |  |

Le suppléant de Marcel Roclore était Michel Sordel, agriculteur exploitant, conseiller municipal de Châtillon-sur-Seine.

### Élections de 1962
| Candidat       | Candidat            | Parti          | Premier tour | Premier tour | Second tour | Second tour |  |
| Candidat       | Candidat            | Parti          | Voix         | %            | Voix        | %           |  |
| -------------- | ------------------- | -------------- | ------------ | ------------ | ----------- | ----------- |  |
|                | Michel Sordel       | CNIP           | 8 636        | 26,36        | 12 153      | 36          |  |
|                | Bernard d'Harcourt  | UNR-UDT        | 7 219        | 22,03        | 9 112       | 26,99       |  |
|                | Robert Morlevat élu | Radsoc         | 5 329        | 16,26        | 12 494      | 37,01       |  |
|                | Louis Defer         | SFIO           | 5 307        | 16,2         | Retrait     | Retrait     |  |
|                | Jacques Garcia      | PCF            | 5 197        | 15,86        | Retrait     | Retrait     |  |
|                | Pierre Laignelet    | MRP            | 1 076        | 3,28         |             |             |  |
|                |                     |                |              |              |             |             |  |
| Inscrits       | Inscrits            | Inscrits       | 49 135       | 100,00       | 49 119      | 100,00      |  |
| Abstentions    | Abstentions         | Abstentions    | 15 418       | 31,38        | 14 205      | 28,92       |  |
| Votants        | Votants             | Votants        | 33 717       | 68,62        | 34 914      | 71,08       |  |
| Blancs et nuls | Blancs et nuls      | Blancs et nuls | 953          | 2,83         | 1 155       | 3,31        |  |
| Exprimés       | Exprimés            | Exprimés       | 32 764       | 97,17        | 33 759      | 96,69       |  |

Le suppléant de Robert Morlevat était Edmond Brigand, agriculteur-viticulteur à Massingy-lès-Châtillon.

### Élections de 1967
| Candidat       | Candidat                      | Parti          | Premier tour | Premier tour | Second tour | Second tour |  |
| Candidat       | Candidat                      | Parti          | Voix         | %            | Voix        | %           |  |
| -------------- | ----------------------------- | -------------- | ------------ | ------------ | ----------- | ----------- |  |
|                | Michel Sordel                 | RI             | 13 828       | 36,89        | 16 461      | 44,1        |  |
|                | Robert Morlevat sortant réélu | FGDS (Radical) | 12 509       | 33,38        | 20 866      | 55,9        |  |
|                | Jacques Garcia                | PCF            | 8 048        | 21,47        | Retrait     | Retrait     |  |
|                | Pierre Rebourg                | CD (PDM)       | 3 095        | 8,26         |             |             |  |
|                |                               |                |              |              |             |             |  |
| Inscrits       | Inscrits                      | Inscrits       | 48 611       | 100,00       | 48 609      | 100,00      |  |
| Abstentions    | Abstentions                   | Abstentions    | 10 408       | 21,41        | 10 451      | 21,5        |  |
| Votants        | Votants                       | Votants        | 38 203       | 78,59        | 38 158      | 78,5        |  |
| Blancs et nuls | Blancs et nuls                | Blancs et nuls | 723          | 1,89         | 831         | 2,18        |  |
| Exprimés       | Exprimés                      | Exprimés       | 37 480       | 98,11        | 37 327      | 97,82       |  |

Le suppléant de Robert Morlevat était Fernand Petitfour, cheminot visiteur, SFIO, conseiller général du canton de Châtillon-sur-Seine.

### Élections de 1968
|                | Gilbert Mathieu élu     | RI (URP)       | 19 180 | 50,3   |  |  |  |
|                | Robert Morlevat sortant | FGDS (Radical) | 9 799  | 25,7   |  |  |  |
|                | Jacques Garcia          | PCF            | 8 073  | 21,17  |  |  |  |
|                | Omer Drigny             | PSU            | 1 083  | 2,84   |  |  |  |
|                |                         |                |        |        |  |  |  |
| Inscrits       | Inscrits                | Inscrits       | 48 135 | 100,00 |  |  |  |
| Abstentions    | Abstentions             | Abstentions    | 9 381  | 19,49  |  |  |  |
| Votants        | Votants                 | Votants        | 38 754 | 80,51  |  |  |  |
| Blancs et nuls | Blancs et nuls          | Blancs et nuls | 619    | 1,6    |  |  |  |
| Exprimés       | Exprimés                | Exprimés       | 38 135 | 98,4   |  |  |  |

Le suppléant de Gilbert Mathieu était Maurice Chiffon, commerçant, maire de Cérilly.

### Élections de 1973
| Candidat       | Candidat                      | Parti          | Premier tour | Premier tour | Second tour | Second tour |  |
| Candidat       | Candidat                      | Parti          | Voix         | %            | Voix        | %           |  |
| -------------- | ----------------------------- | -------------- | ------------ | ------------ | ----------- | ----------- |  |
|                | Gilbert Mathieu sortant réélu | RI (URP)       | 19 021       | 48,38        | 23 383      | 60,46       |  |
|                | Jacques Garcia                | PCF            | 9 760        | 24,82        | 15 293      | 39,54       |  |
|                | Georges Bénar                 | MRG (UGSD)     | 5 219        | 13,27        | Retrait     | Retrait     |  |
|                | Pierre Rebourg                | CD (MR)        | 4 329        | 11,01        |             |             |  |
|                | Gabriel Blaise                | PSU            | 990          | 2,52         |             |             |  |
|                |                               |                |              |              |             |             |  |
| Inscrits       | Inscrits                      | Inscrits       | 49 002       | 100,00       | 48 972      | 100,00      |  |
| Abstentions    | Abstentions                   | Abstentions    | 9 036        | 18,44        | 8 896       | 18,17       |  |
| Votants        | Votants                       | Votants        | 39 966       | 81,56        | 40 076      | 81,83       |  |
| Blancs et nuls | Blancs et nuls                | Blancs et nuls | 647          | 1,62         | 1 400       | 3,49        |  |
| Exprimés       | Exprimés                      | Exprimés       | 39 319       | 98,38        | 38 676      | 96,51       |  |

Le suppléant de Gilbert Mathieu était Maurice Chiffon.

### Élections de 1978
| Candidat       | Candidat                      | Parti          | Premier tour | Premier tour | Second tour | Second tour |  |
| Candidat       | Candidat                      | Parti          | Voix         | %            | Voix        | %           |  |
| -------------- | ----------------------------- | -------------- | ------------ | ------------ | ----------- | ----------- |  |
|                | Gilbert Mathieu sortant réélu | UDF (PR)       | 21 272       | 47,65        | 25 405      | 56,36       |  |
|                | Jacques Garcia                | PCF            | 9 844        | 22,05        | 19 674      | 43,64       |  |
|                | Michel Neugnot                | PS             | 7 302        | 16,36        | Retrait     | Retrait     |  |
|                | Pierre Rebourg                | MRG            | 3 236        | 7,25         |             |             |  |
|                | Laurent Delarue               | Divers droite  | 1 296        | 2,9          |             |             |  |
|                | Brigitte Girard               | LO             | 1 000        | 2,24         |             |             |  |
|                | Janine Ferrier                | Divers         | 692          | 1,55         |             |             |  |
|                |                               |                |              |              |             |             |  |
| Inscrits       | Inscrits                      | Inscrits       | 54 635       | 100,00       | 54 599      | 100,00      |  |
| Abstentions    | Abstentions                   | Abstentions    | 9 131        | 16,71        | 8 168       | 14,96       |  |
| Votants        | Votants                       | Votants        | 45 504       | 83,29        | 46 431      | 85,04       |  |
| Blancs et nuls | Blancs et nuls                | Blancs et nuls | 862          | 1,89         | 1 352       | 2,91        |  |
| Exprimés       | Exprimés                      | Exprimés       | 44 642       | 98,11        | 45 079      | 97,09       |  |

Le suppléant de Gilbert Mathieu était Maurice Dabé, maire de Sainte-Colombe-en-Auxois.

### Élections de 1981
| Candidat       | Candidat                      | Parti          | Premier tour | Premier tour | Second tour | Second tour |  |
| Candidat       | Candidat                      | Parti          | Voix         | %            | Voix        | %           |  |
| -------------- | ----------------------------- | -------------- | ------------ | ------------ | ----------- | ----------- |  |
|                | Gilbert Mathieu sortant réélu | UDF (PR)       | 18 037       | 44,01        | 22 490      | 50,73       |  |
|                | Michel Neugnot                | PS             | 11 202       | 27,33        | 21 839      | 49,27       |  |
|                | Jacques Garcia                | PCF            | 7 513        | 18,33        | Retrait     | Retrait     |  |
|                | Pierre Rebourg                | MRG            | 2 561        | 6,25         |             |             |  |
|                | Anne-François d'Harcourt      | Divers centre  | 1 672        | 4,08         |             |             |  |
|                |                               |                |              |              |             |             |  |
| Inscrits       | Inscrits                      | Inscrits       | 56 094       | 100,00       | 56 090      | 100,00      |  |
| Abstentions    | Abstentions                   | Abstentions    | 14 633       | 26,09        | 11 044      | 19,69       |  |
| Votants        | Votants                       | Votants        | 41 461       | 73,91        | 45 046      | 80,31       |  |
| Blancs et nuls | Blancs et nuls                | Blancs et nuls | 476          | 1,15         | 717         | 1,59        |  |
| Exprimés       | Exprimés                      | Exprimés       | 40 985       | 98,85        | 44 329      | 98,41       |  |

Le suppléant de Gilbert Mathieu était Michel Protte, RPR, commerçant, Président de la foire régionale de Montbard.

### Élections de 1988
| Candidat       | Candidat                      | Parti          | Premier tour | Premier tour | Second tour | Second tour |  |
| Candidat       | Candidat                      | Parti          | Voix         | %            | Voix        | %           |  |
| -------------- | ----------------------------- | -------------- | ------------ | ------------ | ----------- | ----------- |  |
|                | Gilbert Mathieu sortant réélu | UDF (PR) (URC) | 21 849       | 47,56        | 27 116      | 54,25       |  |
|                | Michel Neugnot                | PS             | 15 588       | 33,93        | 22 869      | 45,75       |  |
|                | Jacques Garcia                | PCF            | 4 860        | 10,58        |             |             |  |
|                | Marc Bergerot                 | FN             | 3 640        | 7,92         |             |             |  |
|                |                               |                |              |              |             |             |  |
| Inscrits       | Inscrits                      | Inscrits       | 68 710       | 100,00       | 68 709      | 100,00      |  |
| Abstentions    | Abstentions                   | Abstentions    | 21 991       | 32,01        | 17 805      | 25,91       |  |
| Votants        | Votants                       | Votants        | 46 719       | 67,99        | 50 904      | 74,09       |  |
| Blancs et nuls | Blancs et nuls                | Blancs et nuls | 782          | 1,67         | 919         | 1,81        |  |
| Exprimés       | Exprimés                      | Exprimés       | 45 937       | 98,33        | 49 985      | 98,19       |  |

Le suppléant de Gilbert Mathieu était Henri Constant, médecin, conseiller général du canton d'Is-sur-Tille, conseiller municipal d'Is-sur-Tille.

### Élections de 1993
| Candidat       | Candidat              | Parti          | Premier tour | Premier tour | Second tour | Second tour |  |
| Candidat       | Candidat              | Parti          | Voix         | %            | Voix        | %           |  |
| -------------- | --------------------- | -------------- | ------------ | ------------ | ----------- | ----------- |  |
|                | François Sauvadet élu | UDF (PR)       | 19 120       | 44,36        | 26 512      | 63,12       |  |
|                | Jean-François Hory    | MRG (ADFP)     | 6 643        | 15,41        | 15 490      | 36,88       |  |
|                | Georges Hansberque    | FN             | 5 211        | 12,09        |             |             |  |
|                | Jacques Garcia        | PCF            | 3 535        | 8,2          |             |             |  |
|                | Jacques Lazzarotti    | GÉ (EÉ)        | 2 695        | 6,25         |             |             |  |
|                | Angelo Diano          | Divers         | 2 273        | 5,27         |             |             |  |
|                | Denise Grabski        | LT-LNÉ         | 1 401        | 3,25         |             |             |  |
|                | Pierre Jurvillier     | Extrême droite | 1 120        | 2,6          |             |             |  |
|                | Catherine Bouton      | LO             | 1 103        | 2,56         |             |             |  |
|                |                       |                |              |              |             |             |  |
| Inscrits       | Inscrits              | Inscrits       | 68 172       | 100,00       | 68 159      | 100,00      |  |
| Abstentions    | Abstentions           | Abstentions    | 21 970       | 32,23        | 21 836      | 32,04       |  |
| Votants        | Votants               | Votants        | 46 202       | 67,77        | 46 323      | 67,96       |  |
| Blancs et nuls | Blancs et nuls        | Blancs et nuls | 3 101        | 6,71         | 4 321       | 9,33        |  |
| Exprimés       | Exprimés              | Exprimés       | 43 101       | 93,29        | 42 002      | 90,67       |  |

Le suppléant de François Sauvadet était Michel Protte, RPR, négociant en produits pétroliers, conseiller régional, conseiller général du canton de Montbard, maire de Montigny-Montfort.

### Élections de 1997
| Candidat       | Candidat                        | Parti          | Premier tour | Premier tour | Second tour | Second tour |  |
| Candidat       | Candidat                        | Parti          | Voix         | %            | Voix        | %           |  |
| -------------- | ------------------------------- | -------------- | ------------ | ------------ | ----------- | ----------- |  |
|                | François Sauvadet sortant réélu | UDF (PR)       | 18 013       | 39,97        | 25 049      | 53,6        |  |
|                | Michel Neugnot                  | PS             | 11 859       | 26,32        | 21 686      | 46,4        |  |
|                | Jean-Pierre Pellan              | FN             | 7 034        | 15,61        |             |             |  |
|                | Robert Fourgeux                 | PCF            | 2 854        | 6,33         |             |             |  |
|                | Bruno Diano                     | Les Verts      | 1 689        | 3,75         |             |             |  |
|                | Christian Marchet               | LO             | 1 258        | 2,79         |             |             |  |
|                | Angelo Diano                    | Divers         | 1 027        | 2,28         |             |             |  |
|                | Odette Kencker                  | MÉI            | 871          | 1,93         |             |             |  |
|                | Thierry Desanti                 | LCR            | 458          | 1,02         |             |             |  |
|                |                                 |                |              |              |             |             |  |
| Inscrits       | Inscrits                        | Inscrits       | 67 107       | 100,00       | 67 103      | 100,00      |  |
| Abstentions    | Abstentions                     | Abstentions    | 19 772       | 29,46        | 17 575      | 26,19       |  |
| Votants        | Votants                         | Votants        | 47 335       | 70,54        | 49 528      | 73,81       |  |
| Blancs et nuls | Blancs et nuls                  | Blancs et nuls | 2 272        | 4,8          | 2 793       | 5,64        |  |
| Exprimés       | Exprimés                        | Exprimés       | 45 063       | 95,2         | 46 735      | 94,36       |  |

Le suppléant de François Sauvadet était Michel Protte.

### Élections de 2002
|                | François Sauvadet sortant réélu | UDF            | 22 498 | 50,11  |  |  |  |
|                | Patrick Molinoz                 | PRG (PS)       | 11 721 | 26,11  |  |  |  |
|                | Marie-Claude Leconte            | FN             | 5 346  | 11,91  |  |  |  |
|                | Colette Deforeit                | Les Verts      | 1 074  | 2,39   |  |  |  |
|                | Thierry Desanti                 | LCR            | 1 022  | 2,28   |  |  |  |
|                | Caroline Dubard                 | CPNT           | 740    | 1,65   |  |  |  |
|                | Michel Denizot                  | LO             | 737    | 1,64   |  |  |  |
|                | Laura Sabatier                  | MPF            | 541    | 1,21   |  |  |  |
|                | Pierre Frelet                   | MNR            | 453    | 1,01   |  |  |  |
|                | Marcel Lombard                  | MÉI            | 303    | 0,67   |  |  |  |
|                | Monique Treye                   | GÉ             | 192    | 0,43   |  |  |  |
|                | Vincent Kerlouegan              | ND             | 115    | 0,26   |  |  |  |
|                | Brigitte Vayssettes             | IR             | 98     | 0,22   |  |  |  |
|                | Alain Danel                     | Divers         | 55     | 0,12   |  |  |  |
|                |                                 |                |        |        |  |  |  |
| Inscrits       | Inscrits                        | Inscrits       | 68 471 | 100,00 |  |  |  |
| Abstentions    | Abstentions                     | Abstentions    | 22 644 | 33,07  |  |  |  |
| Votants        | Votants                         | Votants        | 45 827 | 66,93  |  |  |  |
| Blancs et nuls | Blancs et nuls                  | Blancs et nuls | 932    | 2,03   |  |  |  |
| Exprimés       | Exprimés                        | Exprimés       | 44 895 | 97,97  |  |  |  |

Le suppléant de François Sauvadet était Michel Protte.

### Élections de 2007
|                | François Sauvadet sortant réélu | NC             | 22 390 | 52,14  |  |  |  |
|                | Patrick Molinoz                 | PRG            | 11 786 | 27,44  |  |  |  |
|                | Annie Lacombe                   | FN             | 1 977  | 4,6    |  |  |  |
|                | Marie Saucourt                  | LCR            | 1 235  | 2,88   |  |  |  |
|                | Jean-Pierre Duplus              | Les Verts      | 1 080  | 2,51   |  |  |  |
|                | Jean-Yves Robe                  | PCF            | 978    | 2,28   |  |  |  |
|                | Laura Sabatier                  | MPF            | 845    | 1,97   |  |  |  |
|                | Richard Baudelin                | MÉI            | 478    | 1,11   |  |  |  |
|                | Véronique Thyébault             | DLR            | 463    | 1,08   |  |  |  |
|                | Michel Denizot                  | LO             | 392    | 0,91   |  |  |  |
|                | François Laurier                | CNIP           | 386    | 0,9    |  |  |  |
|                | Jean-Claude Vanier              | PT             | 292    | 0,68   |  |  |  |
|                | Fabienne Gérard                 | MNR            | 262    | 0,61   |  |  |  |
|                | Nicole Essayan                  | Divers         | 235    | 0,55   |  |  |  |
|                | Louis Mangin                    | AL             | 146    | 0,34   |  |  |  |
|                |                                 |                |        |        |  |  |  |
| Inscrits       | Inscrits                        | Inscrits       | 69 521 | 100,00 |  |  |  |
| Abstentions    | Abstentions                     | Abstentions    | 25 472 | 36,64  |  |  |  |
| Votants        | Votants                         | Votants        | 44 049 | 63,36  |  |  |  |
| Blancs et nuls | Blancs et nuls                  | Blancs et nuls | 1 104  | 2,51   |  |  |  |
| Exprimés       | Exprimés                        | Exprimés       | 42 945 | 97,49  |  |  |  |

### Élections de 2012
| Candidat                          | Candidat                        | Parti          | Premier tour | Premier tour | Second tour | Second tour |  |
| Candidat                          | Candidat                        | Parti          | Voix         | %            | Voix        | %           |  |
| --------------------------------- | ------------------------------- | -------------- | ------------ | ------------ | ----------- | ----------- |  |
|                                   | François Sauvadet sortant réélu | NC (UMP)       | 19 180       | 43,51        | 22 900      | 53,04       |  |
|                                   | Patrick Molinoz                 | PRG (PS, MRC)  | 15 381       | 34,89        | 20 273      | 46,96       |  |
|                                   | Gérald Buffy                    | RBM (FN)       | 5 269        | 11,95        |             |             |  |
|                                   | Éric Comparot                   | FG (PG)        | 2 143        | 4,86         |             |             |  |
|                                   | Salomé François-Wilser          | MÉI (EÉLV)     | 698          | 1,58         |             |             |  |
|                                   | Isabelle Maire du Poset         | DLR            | 409          | 0,93         |             |             |  |
|                                   | Roland Essayan                  | AÉI            | 257          | 0,58         |             |             |  |
|                                   | Michel Denizot                  | LO             | 196          | 0,44         |             |             |  |
|                                   | Luc Martin                      | NPA            | 196          | 0,44         |             |             |  |
|                                   | Laura Sabatier                  | MPF            | 194          | 0,44         |             |             |  |
|                                   | Édouard Gninivi                 | S&P            | 162          | 0,37         |             |             |  |
|                                   |                                 |                |              |              |             |             |  |
| Inscrits                          | Inscrits                        | Inscrits       | 69 044       | 100,00       | 69 041      | 100,00      |  |
| Abstentions                       | Abstentions                     | Abstentions    | 24 321       | 35,23        | 24 439      | 35,4        |  |
| Votants                           | Votants                         | Votants        | 44 723       | 64,77        | 44 602      | 64,6        |  |
| Blancs et nuls                    | Blancs et nuls                  | Blancs et nuls | 638          | 1,43         | 1 429       | 3,2         |  |
| Exprimés                          | Exprimés                        | Exprimés       | 44 085       | 98,57        | 43 173      | 96,8        |  |
| Source : Ministère de l'Intérieur |                                 |                |              |              |             |             |  |

### Élections de 2017
Les élections législatives françaises de 2017 ont lieu les dimanches 11 et 18 juin 2017.
|                                                                               |                                                                          |                           |                           |                          |                          |
|                                                                               |                                                                          | Premier tour 11 juin 2017 | Premier tour 11 juin 2017 | Second tour 18 juin 2017 | Second tour 18 juin 2017 |
|                                                                               |                                                                          |                           |                           |                          |                          |
|                                                                               |                                                                          | Nombre                    | % des inscrits            | Nombre                   | % des inscrits           |
| Inscrits                                                                      | Inscrits                                                                 | 68 732                    | 100,00                    | 68 710                   | 100,00                   |
| Abstentions                                                                   | Abstentions                                                              | 31 087                    | 45,23                     | 35 999                   | 52,39                    |
| Votants                                                                       | Votants                                                                  | 37 645                    | 54,77                     | 32 711                   | 47,61                    |
|                                                                               |                                                                          |                           | % des votants             |                          | % des votants            |
| Bulletins blancs                                                              | Bulletins blancs                                                         | 605                       | 1,61                      | 3 291                    | 10,06                    |
| Bulletins nuls                                                                | Bulletins nuls                                                           | 228                       | 0,61                      | 1 315                    | 4,02                     |
| Suffrages exprimés                                                            | Suffrages exprimés                                                       | 36 812                    | 97,79                     | 28 105                   | 85,92                    |
|                                                                               |                                                                          |                           |                           |                          |                          |
| Candidat Étiquette politique (partis et alliances)                            | Candidat Étiquette politique (partis et alliances)                       | Voix                      | % des exprimés            | Voix                     | % des exprimés           |
|                                                                               |                                                                          |                           |                           |                          |                          |
|                                                                               | Yolaine de Courson La République en marche !                             | 9 521                     | 25,86                     | 14 415                   | 51,29                    |
|                                                                               | Charles Barrière Les Républicains (Union des démocrates et indépendants) | 6 548                     | 17,79                     | 13 690                   | 48,71                    |
|                                                                               | Hubert Brigand Les Républicains diss.                                    | 6 516                     | 17,70                     |                          |                          |
|                                                                               | Sylvie Beaulieu Front national                                           | 5 062                     | 13,75                     |                          |                          |
|                                                                               | Stéphane Guinot La France insoumise                                      | 3 423                     | 9,30                      |                          |                          |
|                                                                               | Patrick Molinoz Parti radical de gauche                                  | 3 016                     | 8,19                      |                          |                          |
|                                                                               | Jean Baloutch Écologiste                                                 | 914                       | 2,48                      |                          |                          |
|                                                                               | Danielle Gutierrez Parti communiste français                             | 515                       | 1,40                      |                          |                          |
|                                                                               | Didier Coulichet Mouvement 100 %                                         | 412                       | 1,12                      |                          |                          |
|                                                                               | Michel Denizot Lutte ouvrière                                            | 282                       | 0,77                      |                          |                          |
|                                                                               | Killian Gorin Parti du vote blanc                                        | 234                       | 0,64                      |                          |                          |
|                                                                               | Sandra Wagner Union populaire républicaine                               | 200                       | 0,54                      |                          |                          |
|                                                                               | Sébastien Rousset Debout la France                                       | 123                       | 0,33                      |                          |                          |
|                                                                               | Élie Tarterat Divers gauche                                              | 46                        | 0,12                      |                          |                          |
| Source : Ministère de l'Intérieur - Quatrième circonscription de la Côte-d'Or |                                                                          |                           |                           |                          |                          |

### Élections de 2022
| Résultats des élections législatives des 12 et 19 juin 2022 de la 4e circonscription Côte-d'Or |                          |                          |                          |              |              |             |             |
| Candidat                                                                                       | Candidat                 | Parti et coalition       | Nuance                   | Premier tour | Premier tour | Second tour | Second tour |
| Candidat                                                                                       | Candidat                 | Parti et coalition       | Nuance                   | Voix         | %            | Voix        | %           |
|                                                                                                | Jean-Marc Ponelle        | RN                       | RN                       | 7 733        | 21,14        | 12 500      | 39,32       |
|                                                                                                | Hubert Brigand           | LR                       | LR                       | 6 661        | 18,21        | 19 291      | 60,68       |
|                                                                                                | Stéphane Guinot,         | LFI (NUPES)              | NUP                      | 6 447        | 17,63        |             |             |
|                                                                                                | Yolaine de Courson*      | LREM (ENS)               | ENS                      | 5 868        | 16,04        |             |             |
|                                                                                                | Laurence Porte           | Horizons diss.           | DVD                      | 4 371        | 11,95        |             |             |
|                                                                                                | Patrick Molinoz          | PRG                      | RDG                      | 2 539        | 6,94         |             |             |
|                                                                                                | Loup Bommier             | REC                      | REC                      | 1 736        | 4,75         |             |             |
|                                                                                                | Michel Guillet           | PA                       | ECO                      | 532          | 1,45         |             |             |
|                                                                                                | Julien Beudet            | LP (UPF)                 | DSV                      | 359          | 0,98         |             |             |
|                                                                                                | Isabelle Marchal         | LO                       | DXG                      | 328          | 0,90         |             |             |
| Votes valides                                                                                  | Votes valides            | Votes valides            | Votes valides            | 36 574       | 98,02        | 31 791      | 90,79       |
| Votes blancs                                                                                   | Votes blancs             | Votes blancs             | Votes blancs             | 560          | 1,50         | 2 472       | 7,06        |
| Votes nuls                                                                                     | Votes nuls               | Votes nuls               | Votes nuls               | 177          | 0,47         | 754         | 2,15        |
| Total                                                                                          | Total                    | Total                    | Total                    | 37 311       | 100          | 35 017      | 100         |
| Abstention                                                                                     | Abstention               | Abstention               | Abstention               | 31 084       | 45,45        | 33 383      | 48,81       |
| Inscrits / participation                                                                       | Inscrits / participation | Inscrits / participation | Inscrits / participation | 68 395       | 54,55        | 68 400      | 51,19       |

### Élections de 2024
| Candidat                 | Candidat                 | Parti et coalition       | Nuance                   | Premier tour | Premier tour | Second tour | Second tour |
| Candidat                 | Candidat                 | Parti et coalition       | Nuance                   | Voix         | %            | Voix        | %           |
| ------------------------ | ------------------------ | ------------------------ | ------------------------ | ------------ | ------------ | ----------- | ----------- |
|                          | Sophie Dumont            | RN                       | RN                       | 19 838       | 42,24        | 21 480      | 46,04       |
|                          | Hubert Brigand           | LR                       | LR                       | 16 531       | 35,19        | 25 179      | 53,96       |
|                          | Valérie Jacq             | LFI (NFP)                | UG                       | 9 616        | 20,47        | Retrait     | Retrait     |
|                          | Michel Denizot           | LO                       | EXG                      | 985          | 2,10         |             |             |
|                          |                          |                          |                          |              |              |             |             |
| Suffrages exprimés       | Suffrages exprimés       | Suffrages exprimés       | Suffrages exprimés       | 46 970       | 96,99        | 46 659      | 95,62       |
| Votes blancs             | Votes blancs             | Votes blancs             | Votes blancs             | 1 083        | 2,24         | 1 665       | 3,41        |
| Votes nuls               | Votes nuls               | Votes nuls               | Votes nuls               | 374          | 0,77         | 474         | 0,97        |
| Total                    | Total                    | Total                    | Total                    | 48 427       | 100          | 48 798      | 100         |
| Abstention               | Abstention               | Abstention               | Abstention               | 19 020       | 28,20        | 18 654      | 27,66       |
| Inscrits / participation | Inscrits / participation | Inscrits / participation | Inscrits / participation | 67 447       | 71,80        | 67 452      | 72,34       |

#### Département de la Côte-d'Or
- La fiche de l'INSEE de cette circonscription : « Tableaux et Analyses de la quatrième circonscription de la Côte-d'Or », sur insee.fr, site de l'Institut national de la statistique et des études économiques (consulté le 10 juin 2007) [PDF]

- « Tous les députés du département de la Côte-d'Or depuis 1789 », sur assemblee-nationale.fr, site de l'Assemblée nationale française (consulté le 10 juin 2007)

- « Informations contentieuses sur le département de la Côte-d'Or (Élections législatives de 2002) »(Archive.org • Wikiwix • Archive.is • Google • Que faire ?), sur conseil-constitutionnel.fr, site du Conseil constitutionnel (consulté le 13 juin 2007)

#### Circonscriptions en France
- « Carte des circonscriptions législatives en France », sur assemblee-nationale.fr, site de l'Assemblée nationale française (consulté le 20 juin 2007)

- « Résultats électoraux officiels en France »(Archive.org • Wikiwix • Archive.is • Google • Que faire ?), sur interieur.gouv.fr, site du ministère de l'Intérieur (France) (consulté le 13 juin 2007)

- Description et Atlas des circonscriptions électorales de France sur http://www.atlaspol.com, Atlaspol, site de cartographie géopolitique, consulté le 13 juin 2007.